# Opatówek (gromada)
Opatówek – dawna gromada, czyli najmniejsza jednostka podziału terytorialnego Polskiej Rzeczypospolitej Ludowej w latach 1954–1972.
Gromady, z gromadzkimi radami narodowymi (GRN) jako organami władzy najniższego stopnia na wsi, funkcjonowały od reformy reorganizującej administrację wiejską przeprowadzonej jesienią 1954 do momentu ich zniesienia z dniem 1 stycznia 1973, tym samym wypierając organizację gminną w latach 1954–1972.
Gromadę Opatówek z siedzibą GRN w Opatówku (wówczas wsi) utworzono – jako jedną z 8759 gromad na obszarze Polski – w powiecie kaliskim w woj. poznańskim, na mocy uchwały nr 22/54 WRN w Poznaniu z dnia 5 października 1954. W skład jednostki weszły obszary dotychczasowych gromad Opatówek, Tłokinia Mała, Tłokinia Nowa, Tłokinia Wielka i Trojanów oraz miejscowość Józefów z dotychczasowej gromady Michałów II ze zniesionej gminy Opatówek w tymże powiecie. Dla gromady ustalono 27 członków gromadzkiej rady narodowej.
1 stycznia 1959 do gromady Opatówek włączono obszary zniesionych gromad Cienia II (bez miejscowości Takomyśle) i Szulec w tymże powiecie.
1 stycznia 1962 do gromady Opatówek włączono miejscowości Tłokinia Kościelna, Tłokinia Poduchowna i Zduny z gromady Winiary w tymże powiecie.
Gromada przetrwała do końca 1972 roku, czyli do kolejnej reformy gminnej. 1 stycznia 1973 w powiecie kaliskim reaktywowano gminę Opatówek.